# آی‌تی‌پی ارو
آی‌تی‌پی ارو (انگلیسی: ITP Aero) شرکت هوافضای اسپانیایی است، که در سال ۱۹۸۹ توسط شرکت‌های رولز-رویس هلدینگز و سینر تأسیس شد. این شرکت در زمینه ساخت توربین گازی و موتور هواگرد فعالیت می‌کند.